# آلیکس ژوفروآ
آلیکس ژوفروآ (فرانسوی: Alix Joffroy‎؛ ‏ ۱۶ دسامبر ۱۸۴۴ – ۲۴ نوامبر ۱۹۰۸) روان‌پزشک، متخصص اعصاب و استاد دانشگاه اهل فرانسه بود. وی در بیمارستان پیتیه-سالپتریر کار می‌کرد و پس از پایان تحصیلات مقدماتی پزشکی با تشویق ژان-مارتن شارکو به عصب‌شناسی روی آورد و با هم آتروفی ستون خاکستری قدامی طناب نخاعی را در مبتلایان به فلج اطفال اثبات کردند. وی همچنین بابت توصیف نشانه ژوفروآ شناخته می‌شود.
آلیکس ژوفروآ همچنین برندهٔ جوایزی همچون لژیون دونور (شوالیه) شده است.